# La canción de tu vida
La canción de tu vida es una serie realizada por el área de ficción de Televisión Nacional de Chile (TVN) junto con la productora Invercine que contó con ocho capítulos unitarios. Cada episodio está inspirado en una canción; en ellos, diferentes personas se encuentran con el Rumpy y le cuentan su historia de amor o de desamor. Se basa en la serie mexicana La vida es una canción creada por TV Azteca.

## Descripción
Serie de ficción, en la que canciones emblemáticas chilenas inspiran historias que son recreadas a partir de los relatos que el Rumpy escuchará en la calle, tales como «Huele a peligro» (Myriam Hernández), «Loca» (Chico Trujillo), «Mentira» (Buddy Richard), «Sexo» (Los Prisioneros), «El juego verdadero» (Tiro de Gracia), «Un año más» (Sonora Palacios), «Cariño malo» (Palmenia Pizarro) y «Un amor violento» (Los Tres).

## Elenco y personajes

### «El juego verdadero»
- Diego Boggioni como Robert Muñoz
- Camila Hirane como Paola
- Alejandro Trejo como Ruben Muñoz
- Sergio Hernández como Genaro
- Mauro Vaca como Carlanga Muñoz
- Gastón Salgado como Tito Muñoz
- Daniel Antivilo como Entrenador de fútbol

### «Un amor violento»
- Daniela Ramírez como Camila Lorca
- Néstor Cantillana como Alex Tobar
- Carolina Jullian como Andrea
- Iván Parra como Coke Bravo

### «Mentira»
- Diego Ruiz como Claudio
- Celine Reymond como Ana
- Álvaro Vigueras como Tomás

### «Cariño malo»
- Blanca Lewin como Catalina
- Tiago Correa como Juán José
- César Sepúlveda como Mateo

### «Un año más»
- Francisco Gormaz como Gonzo
- Francisco Celhay como Felipe "Pipe"
- Manuela Martelli como Isa
- Césare Serra como Vicente
- Ximena Rivas como Teresa
- Alex Zisis como Bruno
- Andrés Reyes como Nacho
- Erto Pantoja como Moscoso

### «Huele a peligro»
- Elisa Zulueta como Natalia
- Camila Hirane como Paz
- Jorge Becker como Álvaro
- Emilia Noguera

### «Loca»
- Fernando Kliche como Fernando Kliche
- Catalina Guerra como Marcela
- Gloria Münchmeyer como Madre de Marcela
- Alejandro Sieveking como Padre de Marcela
- Carmen Barros como Abuela de Marcela

### «Sexo»
- Lorene Prieto como Carmen
- Rodrigo Muñoz como Ricardo
- Jorge Velasco como Arturito
- Andrea Dellacasa como Marla Bertoti
- Teresa Münchmeyer como Martita

## Episodios
| N.º | Título                                                  | Dirigido por         | Escrito por                        | Fecha de emisión original | Audiencia (puntos) |
| --- | ------------------------------------------------------- | -------------------- | ---------------------------------- | ------------------------- | ------------------ |
| 1 | «Juego verdadero: Amor entre bandas rivales»            | Cristóbal Valderrama | Enrique Videla                     | 13 de enero de 2014       | 16,8               |
| Roberto y Paola se ven obligados a transformar su amor en un «Juego verdadero» como la canción de Tiro de Gracia. Roberto pudo ser un goleador, pero su futuro se truncó por un conflicto entre narcotraficantes rivales, los Caretalope y los Aiwa. Genaro (Sergio Hernández) es el líder de los Aiwa y padre de Paola (Camila Hirane), la mujer a la que Roberto ama desde su infancia. Pero el padre de Roberto (Alejandro Trejo) es el jefe de los Caretalope y ambas familias se enfrentarán por la relación prohibida. |                                                         |                      |                                    |                           |                    |
| 2 | «Amor violento: Encuentro con un psicópata»             | Rodrigo Sepúlveda    | Octavio Crespo y Luis López        | 20 de enero de 2014       | 14,3               |
| La vida de Camila Lorca (Daniela Ramírez), una chica alternativa y fanática de las bicicletas, cambia cuando conoce a Álex Tobar (Néstor Cantillana), un extraño personaje que siente un «Amor violento» por ella, igual que la canción de Los Tres. Pero Camila no se imagina cuán obsesionado está Álex, que la espía hace tiempo a través de Facebook y se acerca a ella con la intención de grabarla en todo momento, incluso en la intimidad. |                                                         |                      |                                    |                           |                    |
| 3 | «Mentira: Amigos compiten por una mujer»                | Cristóbal Valderrama | Daniel Castro y Francisco Castillo | 27 de enero de 2014       | 15,0               |
| Claudio (Diego Ruiz) y Tomás (Álvaro Vigueras) son amigos que desde pequeños y siempre han compartido todo. Ahora son socios de un restaurante, donde uno es el chef y el otro el encargado de manejar los negocios. Todo iba bien hasta que llega Ana (Celine Reymond) a trabajar con ellos y pone a prueba su amistad. |                                                         |                      |                                    |                           |                    |
| 4 | «Cariño malo: Catalina esconde su real vida»            | Cristóbal Valderrama | Octavio Crespo                     | 3 de febrero de 2014      | 16,8               |
| Catalina (Blanca Lewin), una exitosa doctora adicta a la cocaína, está casada con Mateo (César Sepúlveda), a quien engaña con Juan José (Tiago Correa) compañero de trabajo con quien comparte, además, la adicción a la droga. Todas las mentiras que rodean la vida de Catalina la harán caer en un cariño malo. |                                                         |                      |                                    |                           |                    |
| 5 | «Un año más: Locura sin límites»                        | Rodrigo Sepúlveda    | Daniel Castro                      | 10 de febrero de 2014     | 11,0               |
| Manuela Martelli, Francisco Celhay y Francisco Gormaz, dan vida a esta divertida historia inspirada en la famosa canción de Hernán Gallardo Pavéz, «Un año más». El Rumpy encuentra a dos tipos tirados en su patio vestidos muy extrañamente: son Pipe y Gonzo, quienes le cuentan que la noche anterior se cumplió un año desde que la polola del primero terminó con él. Pipe, trabajando como Motoboy, se encuentra con su ex, Isa, mientras repartía las invitaciones a una gran fiesta. Junto a Gonzo, su amigo, deciden asistir a la celebración para intentar recuperar su amor a través de un plan que no saldrá como esperaban. |                                                         |                      |                                    |                           |                    |
| 6 | «Huele a peligro: Los celos e inseguridades de Natalia» | Rodrigo Sepúlveda    | Daniel Castro                      | 17 de febrero de 2014     | 14,3               |
| Elisa Zulueta, Camila Hirane y Jorge Becker protagonizan la historia inspirada en «Huele a peligro», de Myriam Hernández. Natalia (Zulueta), llevaba diez años de matrimonio con Álvaro (Becker), un exitoso escritor y profesor universitario. Nunca quiso tener hijos, ya que deseaba a su marido sólo para ella. Natalia conoce a una escort, (Hirane), quien llegará a revolucionar, confundir y poner a prueba la fidelidad de Álvaro. |                                                         |                      |                                    |                           |                    |
| 7 | «Loca: La obsesión no tiene límites»                    | Rodrigo Sepúlveda    | Francisco Castillo                 | 3 de marzo de 2014        | N/D                |
| Fernando Kliche y Catalina Guerra protagonizan el episodio inspirado en la canción «Loca» de Chico Trujillo. Marcela (Guerra) es una taxista obsesionada con un amor platónico, Cristián (Kliche), un viejo personaje de una teleserie que le marcó la vida. Este ya no tiene trabajo estable ni papeles en ningún proyecto televisivo, y en el momento que es llamado a un casting, se encuentra con esta mujer obsesiva, quien le hará pasar por diferentes situaciones escalofriantes. |                                                         |                      |                                    |                           |                    |
| 8 | «Sexo: El negocio de la pornografía»                    | Cristóbal Valderrama | Daniel Castro                      | 10 de marzo de 2014       | 12,2               |
| En este capítulo basado en la canción «Sexo» de Los Prisioneros, Carmen (Lorene Prieto) se inicia en el negocio de las películas pornográficas como productora de cine triple X. Luego de que un íntimo video de Carmen junto a su marido fuera viralizado en la web y recibiera miles de visitas, ella descubre que la pornografía es un excelente negocio. A pesar de estar casada con un hombre cristiano (Rodrigo Muñoz), que predica la palabra de Dios en la radio y en la iglesia, decide iniciar un nuevo rubro en su vida laboral.                                                                                               |                                                         |                      |                                    |                           |                    |